# 布列塔尼地区勒唐普勒
布列塔尼地区勒唐普勒（法語：Le Temple-de-Bretagne，法語發音：[lə tɑ̃pl də bʁətaɲ] ⓘ）是法国大西洋卢瓦尔省的一个市镇，位于该省中部偏西，属于南特区。

## 地理
布列塔尼地区勒唐普勒（47°19'41"N, 1°47'24"W）面积1.6 平方千米，位于法国卢瓦尔河地区大区大西洋卢瓦尔省，该省份为法国西北部沿海省份，位于布列塔尼半岛东南部，北起伊勒-维莱讷省，西北接莫尔比昂省，西临大西洋，南至旺代省，东临曼恩-卢瓦尔省。
与布列塔尼地区勒唐普勒接壤的市镇（或旧市镇、城区）包括：科尔德迈、布列塔尼地区费、马尔维尔、布列塔尼地区维尼厄。

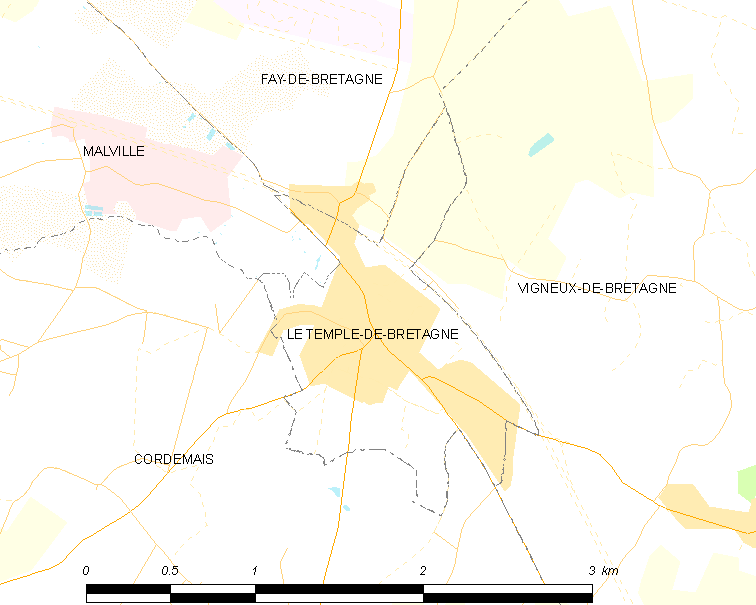
布列塔尼地区勒唐普勒的OSM定位图

布列塔尼地区勒唐普勒的时区为UTC+01:00、UTC+02:00（夏令时）。

## 行政
布列塔尼地区勒唐普勒的邮政编码为44360，INSEE市镇编码为44203。

## 政治
布列塔尼地区勒唐普勒所属的省级选区为布兰县。

## 人口

1962-2008年间布列塔尼地区勒唐普勒人口变化图示

布列塔尼地区勒唐普勒于2022年1月1日时的人口数量为2005人。